# Neosaropogon minor
Neosaropogon minor là một loài ruồi trong họ Asilidae. Neosaropogon minor được Hardy miêu tả năm 1934.